# Auvignon
Der Auvignon ist ein Fluss in Frankreich, der in den Regionen Okzitanien und Nouvelle-Aquitaine verläuft. Er entspringt im Gemeindegebiet von Mas-d’Auvignon, entwässert generell Richtung Nordwest bis Nord, führt bis zur Einmündung des Petit Auvignon zunächst den Namen Grand Auvignon und mündet nach rund 56 Kilometern beim Weiler Méneaux, im Gemeindegebiet von Feugarolles, als linker Nebenfluss in die Garonne. Im Mündungsabschnitt unterquert der Auvignon den Schifffahrtskanal Canal latéral à la Garonne. Auf seinem Weg berührt der Fluss die Départements Gers und Lot-et-Garonne.

## Orte am Fluss
(in Fließreihenfolge)
- Roquepine
- Blaziert
- Castelnau-sur-l’Auvignon
- Saumont
- Bruch
- Méneaux, Gemeinde Feugarolles